# Colonia Hocker
Colonia Hocker est une localité rurale argentine située dans le département de Colón et dans la province d'Entre Ríos.

## Histoire
Le 30 octobre 1883, M. Enrique Hoker a acheté à Francisca Mabragaña de Conningham les terres qui allaient donner naissance à la colonie, et celle-ci a été fondée en tant que colonie à la fin du XIXe siècle, avec l'immigration franco-suisse.